# 淨出口

美國貿易赤字變化 (从1960年)

淨出口，或稱貿易餘額、貿易收支，是指一國在一定時間內的出口總值与其進口總值的差額。
- 淨出口為正值時，稱為貿易黑字、貿易順差、貿易盈餘或出超。
- 淨出口為負值時，稱為貿易赤字、貿易逆差或入超。

實務上，淨出口（貿易餘額）有時又細分成有形商品和無形服務兩個部份。如美國商業部的《Survey of Current Business》報告書中，有著「商品貿易餘額」（merchandise trade balance）和「服務貿易餘額」（balance on services）的項目；在英國則使用「有形貿易餘額」（visible balance）和「無形貿易餘額」（invisible balance）的稱呼。

## 淨出口與經常帳
一國的淨出口和其在國際投資部位表中的利息收入，再加上他國無償贈與的單邊移轉收支（unilateral transfer），構成了該國的經常帳（current account, CA）。如果一國的經常帳呈現盈餘，其對外淨資產便會增加；反之，經常帳赤字則造成對外淨資產的減少。
淨出口的值會等同於該國總產出和其國內需求的差值，亦即NX＝Y-(C+I+G)。

## 淨出口與國際收支帳
量測國際收支帳的過程中，在紀錄和收集資料方面隱藏着一些問題，試以依照世界各國所給的官方資料，將全世界所有國家的進出口量分別作加總，會發現出口量多出進口量少許爬線，這似乎意味著這個世界正在運轉著貿易餘額大於零的經濟世界。但是這是絕不可能會有的情形，因為無論與哪一國的貿易往來，任何一筆交易的發生都必須借貸相等，也就是說全世界的貿易餘額必須恆等於零。一般認為，國際收支帳中誤差與遺漏（discrepancy）項目的出現，是洗錢和逃稅等不法行為，以及走私等等的其他非法交易所造成的結果。儘管如此，我們仍能合理期待在已開發國家的收支帳中，會有較好的準確度。

## 决定淨出口的因素

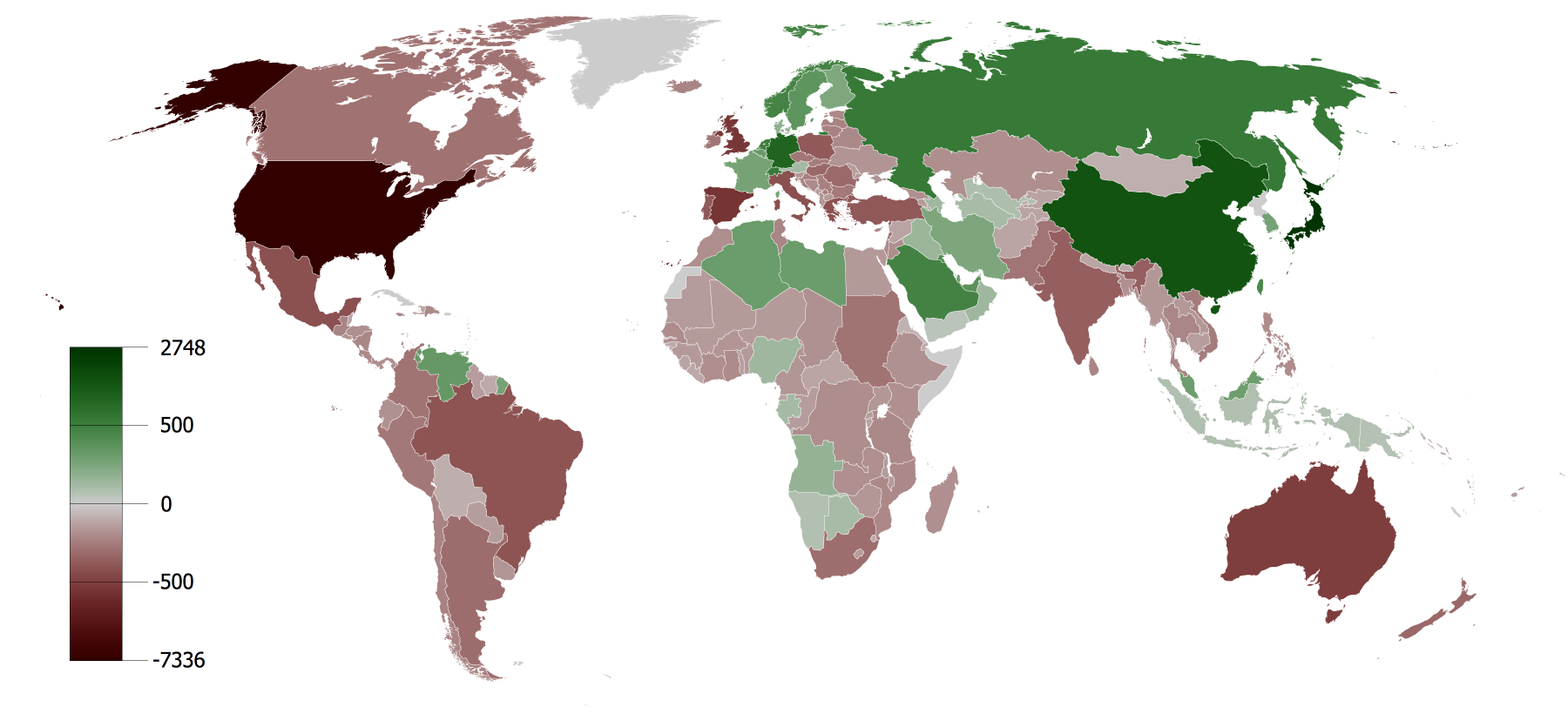
全球淨出口餘額狀態（1980年－2008年平均）

在外行看来，影响一國淨出口的因素似乎有以下几项：
- 本國商品和外國商品的價格
- 匯率
- 貿易協定
- 貿易壁壘
- 本國和外國的景氣循環

但在事实上，决定净出口的因素只有两项：
- 国民储蓄
- 国内投资

净出口=国民储蓄-国内投资（NX=S-I）
原因是：
∵Y=C+I+G+NX
∴Y-C-G=I+NX
∵S=Y-C-G
∴S=I+NX
∴NX=S-I
（各字母代表的意义为：Y——GDP，I——国内投资，G——政府购买，NX——净出口，S——国民储蓄。）

## 淨出口與整体经济
净出口是储蓄与投资的差额，因此，净出口是否为负（即是否存在“净入口”即贸易赤字）取决于储蓄与投资的相对多少：
当一国储蓄相比于其国内投资而言较少（例如美国），其资本净流出为负（即存在资本净流入），由于净出口等于资本净流出，因此其净出口同样为负。
当一国储蓄相比于其国内投资而言较多（例如中国），其资本净流出为正，由于净出口等于资本净流出，因此其净出口同样为正。
一国净出口是正是负，完全不代表该国经济发展状况是好是坏。因为净出口衡量的，仅仅是该国总体是向世界（或他国）吸引了投资（或债务），还是向世界（或他国）进行了投资（或放贷）。处于前者的国家，既有可能是投资环境良好，因此吸引了大量资本，也可能是本国债务人（例如政府）计划不当，盲目借债，因此积累了大量债务，另外，不排除两者并存。同理，处于后者的国家，既有可能是投资环境糟糕，因此大量资本外逃，也可能是本国投资者计划得当，精明放贷，因此积累大量他国资本（或债权），同样，不排除两者并存。
公众意见和政府主流决策往往把贸易赤字看作是一个问题，并提出了相应理由（对与进口商品竞争的本国从业者不利），这通常是国内产业从业者寻租及公众盲信导致的（在少数情况下，例如针对某种较稀缺原料的出口时，例如石油、稀土，会出现将贸易盈余视作问题的情况）。尽管如此，十分讽刺的，寻求贸易保护的从业者要求的贸易政策（例如关税，进口配额）往往不能改变整个国家的净出口，原因是：贸易政策在限制了进口的同时使本国商品相比于他国商品更为昂贵（因为对他国商品需求降低导致他国货币贬值），因此同等程度的降低了出口。由于净出口=出口-进口，当被减数与减数同程度减小所导致的结果是差不变。也就是说，贸易政策既改变了进口，也改变了出口，但没有改变净出口。更本质的说，净出口=储蓄-投资，贸易政策既不改变储蓄，也不改变投资，因此就不会对净出口产生影响。但这种推理仅仅在长期内或自由汇率政策下的短期内适用。
净出口是被经济学外行和初学者误解的概念。